# ماریبل دومینگز
ماریبل دومینگز (انگلیسی: Maribel Domínguez؛ زادهٔ ۱۸ نوامبر ۱۹۷۸) بازیکن فوتبال اهل مکزیک است.
از باشگاه‌هایی که در آن بازی کرده‌است می‌توان به بارسلونا و شیکاگو رد استارز اشاره کرد.
وی همچنین در تیم ملی فوتبال زنان مکزیک بازی کرده‌است.
وی در مسابقات کشوری و بین‌المللی در مجموع برندهٔ ۱ مدال برنز شده‌است.